# Лобата
Лобата је дистрикт у Републици Сао Томе и Принципе. Има 16.500 становника и простире се на 105 km². Главни град дистрикта је Гвадалупе.

Становништво дистрикта
- 1940 9.240 (15,2% укупне популације државе)
- 1950 8.190 (13,6% укупне популације државе)
- 1960 7.875 (12,3% укупне популације државе)
- 1970 9.361 (12,7% укупне популације државе)
- 1981 11.776 (12,2% укупне популације државе)
- 1991 14.173 (12,1% укупне популације државе)
- 2001 15.187 (11,0% укупне популације државе)